# ケベック会議 (1864年)
1864年のケベック会議（英Quebec Conference, 1864 仏Conférence de Québec 1864）は、カナダの各植民地の代表者により、連邦化が決定された会議である。

## 概要

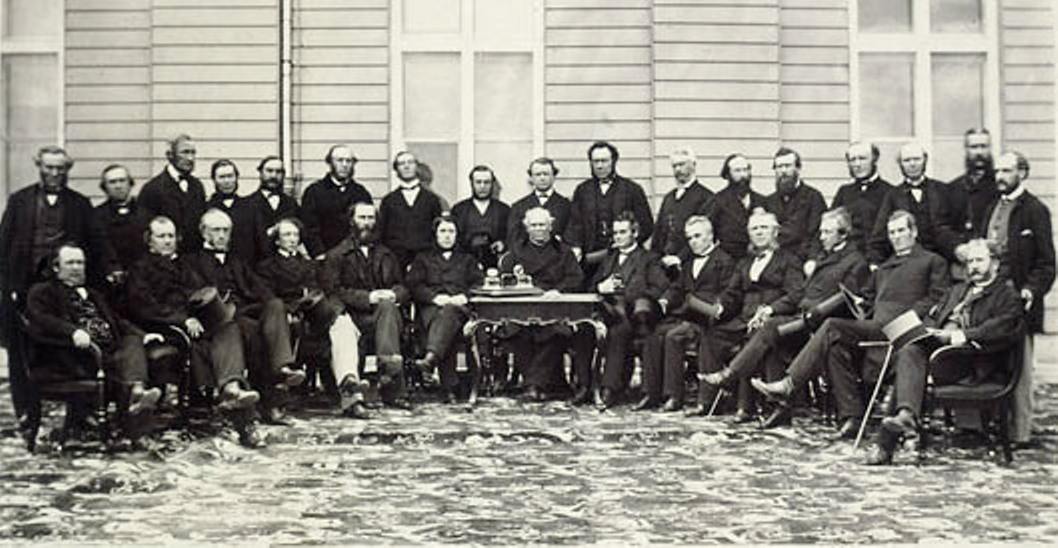
各植民地の代表者たち

19世紀半ばの北アメリカは、南北戦争で北軍が勝ち、北部では、カナダ併合論が勢力を取り戻していた。そのうえ、イギリスの郵便トレント号に乗っていた南部の特使を北部の海軍が連れ去ったことで（トレント号事件）、英米開戦の兆しが見えはじめていた。イギリスも、植民地防衛の観点から、やむなくカナダの連邦化に踏み切るも、カナダの政治が不安定なため、内閣はフランス系急進派以外で大連立を組むことになる。
一方で、大西洋に面したノバスコシア、ニューブランズウィック、プリンスエドワード島の3つの植民地で「沿海同盟」（マリタイム・ユニオン）計画が進められていた。この地域は、旧アッパー・カナダと旧ローワー・カナダの連合のよる連合カナダよりもアメリカとの結びつきが強く、互恵条約まで結んでいたが、南北戦争によりアメリカから連合カナダの市場開拓に目を向け始めていた。しかし、連合カナダ側の鉄道建設協定一時放棄、再浮上した沿海同盟計画の会議をが行うことになったため、1864年9月、連合カナダは強引に会場のシャーロットタウンに乗り込んで、この会議に参加した。これがシャーロットタウン会議である。
同年10月、ケベック・シティーで再び会議が行われ、5つの植民地の代表33名が20日間話し合った結果、連邦結成の基礎となる72条の「ケベック決議」の採択がなされた。一番の懸念は、連邦政府と州政府の権限をどうするかであった。シャーロットタウンとケベック、両会議の中心であるジョン・A・マクドナルドは、中央集権的体制を理想としたが、イギリス系と対立するフランス系、従来の自治を守りたい沿海植民地には受け入れられず、形の上はアメリカ的な連邦制で、立法権は連邦議会にゆだね、州レベルの立法は教育や民法といったものにとどめた。
連邦議会は、上下二院制で、下院は人口比例代表制での選出であり、これは特に西カナダに有利だった。上院は地域同数代表制で、東西両カナダと沿海植民地がそれぞれ24議席を保有した。上院の議員は任命制かつ終身制だった。また、関税が重要な歳入であるため、州政府に一人当たり80セントの交付金を払うことも決められた。これによりカナダは、南北戦争による存亡危機の反省から、旧連合カナダが主導権を握り、未開拓の西部カナダと沿海植民地を、自国内植民地と位置付け、アメリカに対しての防衛力を強めた国家へと変節して行ったのである。また、西カナダをオンタリオ州、東カナダをケベック州として再分割することも決まった。

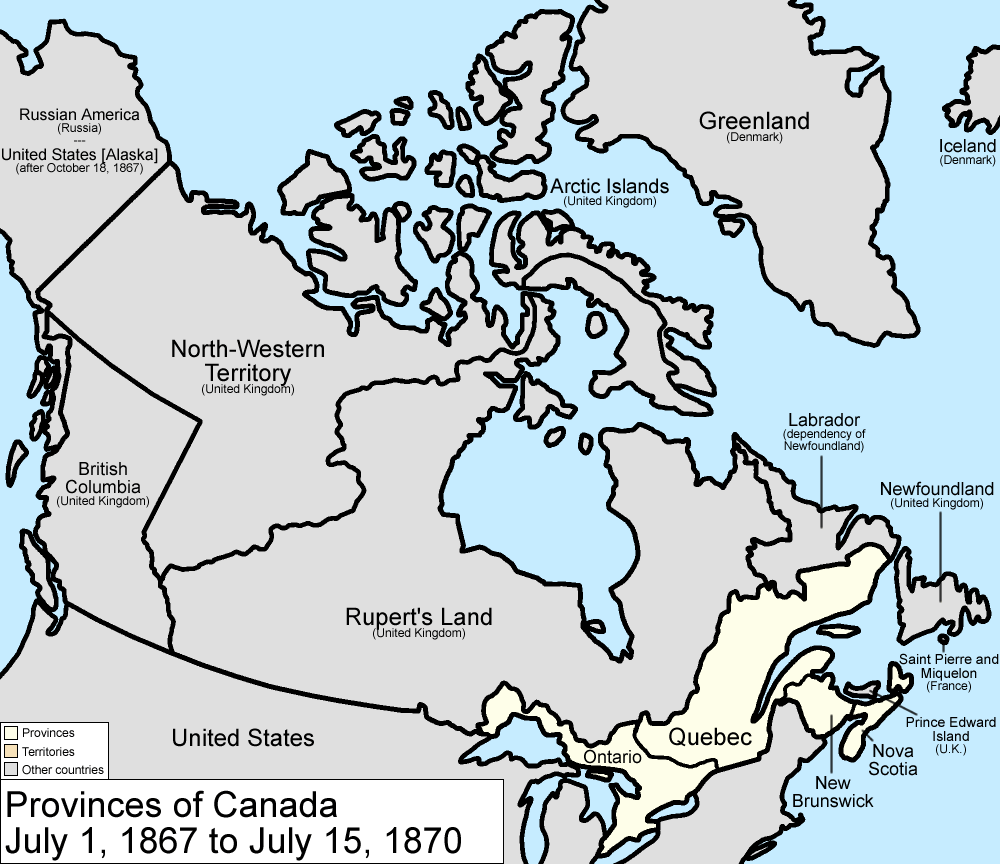
1867-1870年の各植民地の状況

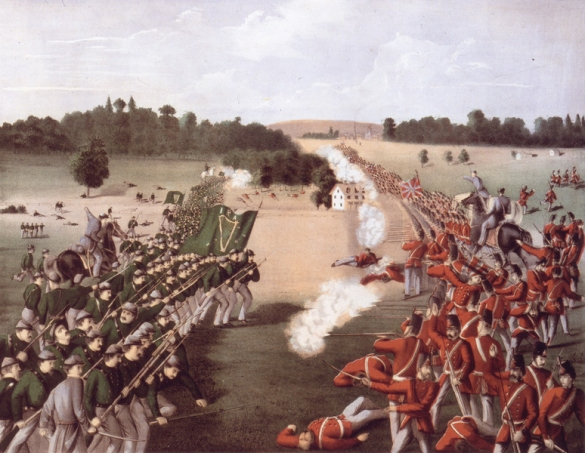
フェニアン同盟（左）とカナダ市民軍によるリッジウェイの戦い

連邦化の法案成立は困難を極めた。フランス系急進派はいうに及ばず、イギリス系からも批判があったが、代替案は難しく、結局大連立政権により、大差でこの法案は通った。しかしその直前には、ニューブランズウィックの総選挙で反対派が完勝していた。連邦参加による競争の厳しさ、鉄道予定地から州都セントジョンがはずれたことが反対派を動かしたのである。またノバスコシア、プリンスエドワード島も、連邦化には有権者の意志が反映されていないことや、利害関係から反対し、ニューファンドランドもイギリス重視のため連邦には乗り気でなかった。このままでは連邦は暗礁に乗り上げるとして、大連立内閣のメンバーは、本国の強圧を求めることにした。
一方イギリスも、南北戦争後はカナダのみでの防衛体制を望んでおり、それにはカナダが国家としての体裁を整えることがふさわしいと考えていた。1865年6月、自由党政府の植民地大臣エドワード・カードウェルは、ニューブランズウィックやノバスコシアに圧力をかけ、前者での出直し総選挙、後者での連邦支持を実現した。沿海植民地は財政赤字でもあり、南北戦争で北アメリカ植民地公債の信用が低下したこともあって、中央政府に債務を引き受けてもらわざるを得なくなったこと、また、アメリカでアイルランド系のフェニアン同盟が、カナダを人質にイギリスからの独立を迫ろうとし、ニューブランズウィックに攻め込んだことなどで、ニューブランズウィックとノバスコシアが連邦参加に動き出した。この2つの植民地の支持により、連邦成立はほぼ固まった。
1866年12月、ロンドンで、本国政府に連合カナダ、ノバスコシア、ニューブランズウィックの各代表が集って、ロンドン会議が行われた。ケベック会議に表面上の修正を加え、143条の英領北アメリカ法（ブリティッシュ・ノース・アメリカアクト）が完成を見た。カナダの国名として、マクドナルドはカナダ王国（キングダム・オブ・カナダ）を望んだが、本国政府からあくまでもカナダは植民地であると主張され、また君主国の名称はアメリカによからぬ刺激を与えるとして、旧約聖書の詩篇から「ドミニオン」の名称が採用され、「カナダ自治領」となるはこびとなった。この法案はイギリス議会で可決され、ヴィクトリア女王の勅許のもと、1867年3月に成立した。この会議に出席した4植民地は、同年7月1日にこの法律を施行した。この日は現在、国民の祝日の「カナダ・デー」となっている。

## 各植民地の代表者
東カナダ
ジョルジュ＝エチエンヌ・カルティエ、ジャン＝シャルル・シャペ、トマス・ダーシー・マクギー、アレクサンデル・ティロシュ・ガルト、エクトール＝ルイ・ランジュバン、エチエンヌ＝パシャル・タシェ（議長）
西カナダ
ジョージ・ブラウン、アレクサンダー・キャンベル、ジェームズ・コックバーン、ジョン・A・マクドナルド、ウィリアム・マクドゥーガル、オリバー・モウワット
ニューブランズウィック
エドワード・バロン・チャンドラー、チャールズ・フィッシャー、ジョン・ハミルトン・グレイ、ジョン・マーサー・ジョンソン、ピーター・ミッチェル、ウィリアム・H・スティーブズ、サムエル・レナード・ティレー
ノバスコシア
アダムズ・ジョージ・アーチボルド、ロバート・バリー・ディッキー、ウィリアム・アレクサンダー・ヘンリー、ジョナサン・マカリー、チャールズ・タッパー
プリンスエドワード島
ジョージ・コールズ、ジョン・ハミルトン・グレイ、トマス・ヒース・ハビランド、アンドリュー・アーチボルド・マクドナルド、エドワード・パーマー、ウィリアム・ヘンリー・ポープ、エドワード・フィーラン

ニューファンドランド
（オブザーバーとして参加）
フレデリック・ボウカー、テリントン・カーター、アンブローズ・シェア